# Nimir Abdel-Aziz
Nimir Abdel-Aziz (L'Aia, 5 febbraio 1992) è un pallavolista olandese, opposto dell'Al-Rayyan.

## Carriera

### Club
La carriera di Nimir Abdel-Aziz inizia, giocando come palleggiatore, nel club della Dynamo Apeldoorn, nella stagione 2009-10, esordendo nell'A-League olandese e vincendo sia lo scudetto che la coppa nazionale, prima di passare nella stagione successiva allo Zwolle.
Nella stagione 2011-12 si trasferisce in Italia, nel Treviso, in Serie A1, dove gioca anche nella stagione seguente, quando viene ingaggiato dalla Piemonte di Cuneo, mentre nell'annata 2013-14 passa al club turco dello Ziraat Bankası, in Voleybol 1. Ligi. Nel campionato 2014-15 gioca nella Polska Liga Siatkówki con lo ZAKSA, mentre nel campionato successivo si accasa al neopromosso Stade Poitevin, nella Ligue A francese, dove cambia il proprio ruolo in quello di opposto.
Ritorna in Italia per la stagione 2017-18, vestendo la maglia della Powervolley Milano per un triennio; durante il periodo in cui è legato alla formazione meneghina, nel 2018 fa una breve esperienza in Qatar con l'Al-Arabi, disputando la Coppa dell'Emiro. Nel campionato 2020-21 passa ad un altro club di Superlega, difendendo i colori della Trentino, mentre nel campionato seguente approda al Modena, sempre nella massima divisione italiana.
Dopo aver vinto il campionato asiatico per club 2022 con il Paykan, nella stagione 2022-23 è nuovamente di scena in Efeler Ligi, questa volta indossando la casacca dell'Halkbank, con cui vince due Coppe di Turchia, venendo premiato come miglior giocatore dell'edizione 2023-24, e uno scudetto, ricevendo un altro premio di MVP e quello di miglior opposto.
Nel campionato 2024-25 viene ingaggiato dai WolfDogs Nagoya, nella SV.League, ottenendo i riconoscimenti individuali come miglior giocatore della regular season, most impressive player, miglior realizzatore, miglior attaccante e miglior servizio, oltre a essere inserito nel sestetto ideale della competizione; alla conclusione degli impegni con la formazione giapponese, difende i colori dei qatarioti dell'Al-Rayyan nell'AVC Champions League, vincendo il titolo continentale e venendo insignito dei premi come miglior giocatore e miglior opposto del torneo.

### Nazionale
Nel 2011 ottiene le prime convocazioni in nazionale, con la quale un anno dopo vince la medaglia d'oro all'European League. In seguito conquista la medaglia di bronzo all'European Golden League 2019.

## Palmarès

### Club
- Campionato olandese: 1

2009-10
- Campionato turco: 1

2023-24
- Coppa dei Paesi Bassi: 1

2009-10
- Coppa di Turchia: 2

2022-23, 2023-24
- Campionato asiatico per club: 2

2022, 2025

### Nazionale (competizioni minori)
- European League 2012
- Memorial Hubert Wagner 2013
- European Golden League 2019

### Premi individuali
- 2012 - European League: Miglior servizio
- 2012 - European League: Miglior palleggiatore
- 2018 - Superlega: Miglior servizio[19]
- 2021 - Campionato europeo: Miglior opposto
- 2024 - Coppa di Turchia: MVP
- 2024 - Efeler Ligi: MVP
- 2024 - Efeler Ligi: Miglior opposto
- 2025 - SV.League: MVP della regular season
- 2025 - SV.League: Most Impressive Player
- 2025 - SV.League: Miglior realizzatore
- 2025 - SV.League: Miglior attaccante
- 2025 - SV.League: Miglior servizio
- 2025 - SV.League: Sestetto ideale
- 2025 - AVC Champions League: MVP
- 2025 - AVC Champions League: Miglior opposto